# Kent McCord
Kent McCord, nato Kent Franklin McWhirter (Los Angeles, 26 settembre 1942), è un attore statunitense.

## Filmografia parziale

### Cinema
- Angeli nell'inferno (The Young Warriors), regia di John Peyser (1967)
- L'aereo più pazzo del mondo... sempre più pazzo (Airplane II: The Sequel), regia di Ken Finkleman (1982)
- Predator 2, regia di Stephen Hopkins (1990)
- Giustizia a tutti i costi (Out for Justice), regia di John Flynn (1991)
- Il ritorno dei morti viventi 3 (Return of the Living Dead 3), regia di Brian Yuzna (1993)
- 2012 - L'avvento del male (Megiddo: The Omega Code 2), regia di Brian Trenchard-Smith (2001)

### Televisione
- The Adventures of Ozzie and Harriet – serie TV, 26 episodi (1962-1966)
- Dragnet 1967 – serie TV, 8 episodi (1967-1968)
- The Outsider – serie TV, episodio 1x12 (1968)
- Adam-12 – serie TV, 174 episodi (1968-1975)
- Galactica 1980 – serie TV, 10 episodi (1980)
- Love Boat (The Love Boat) – serie TV, un episodio (1980)
- Crimini misteriosi (Unsub) – serie TV, 8 episodi (1989)
- The New Adam-12 – serie TV, 2 episodi (1990-1991)
- MacGyver – serie TV, un episodio (1990)
- La signora in giallo (Murder, She Wrote) – serie TV, episodio 7x15 (1991)
- SeaQuest - Odissea negli abissi (SeaQuest) – serie TV, 5 episodi (1994-1995)
- Renegade – serie TV, 4 episodi (1995-1997)
- Due poliziotti a Palm Beach (Silk Stalkings) – serie TV, 5 episodi (1996-1998)
- Un detective in corsia (Diagnosis: Murder) – serie TV, un episodio (1997)
- JAG - Avvocati in divisa (JAG) – serie TV, 3 episodi (1998-2000)
- Farscape – serie TV, 10 episodi (1999-2003)

## Doppiatori italiani
Nelle versioni in italiano delle opere in cui ha recitato, Kent McCord è stato doppiato da:
- Romano Malaspina ne La signora in giallo, Il ritorno dei morti viventi 3
- Luciano Marchitiello in Crimini misteriosi
- Emilio Cappuccio in MacGyver
- Sandro Iovino in Predator 2
- Toni Orlandi in Farscape